# Сороки (Щирецкая поселковая община)
Сороки (укр. Сороки) — село в Щирецкой поселковой общине Львовского района Львовской области Украины.
Население по переписи 2001 года составляло 98 человек. Занимает площадь 0,78 км². Почтовый индекс — 81171. Телефонный код — 3230.